# Chaetocnema brenskei
Chaetocnema brenskei es un coleóptero de la familia Chrysomelidae. Fue descrita científicamente en 1910 por Pic.